# Andreas Berger
Andreas Berger (Gmunden, 9 de junio de 1961) es un atleta austriaco retirado especializado en la prueba de 60 m, en la que consiguió ser campeón europeo en pista cubierta en 1989.

## Carrera deportiva
En el Campeonato Europeo de Atletismo en Pista Cubierta de 1989 ganó la medalla de oro en los 60 metros, con un tiempo de 6.56 segundos, por delante del alemán Matthias Schlicht  y del británico Michael Rosswess.